# Daewoo

Logo der eingetragenen Wort-Bild-Marke

Daewoo ([tɛ.u]; „Großes Weltall“) war ein großer südkoreanischer Mischkonzern mit Hauptsitz in Seoul. Das Konglomerat wurde am 22. März 1967 unter dem Namen  Daewoo Industrial gegründet und am 26. August 1999 von der südkoreanischen Regierung aufgelöst.
Das Unternehmen ist heute aufgeteilt in Daewoo International, Daewoo Engineering & Construction und Daewoo Corporation. Das Unternehmen ist in vielen Bereichen wie der Stahlverarbeitung, dem Schiffbau, der Waffenindustrie oder dem Finanzgeschäft tätig.
Die Schiffsbausparte wurde 1999 als eigenständiges Unternehmen Daewoo Shipbuilding & Marine Engineering abgetrennt.
Daewoo erwarb 1983 die Aktienmehrheit an Saehan Motor (einem Joint Venture mit General Motors) und benannte das Unternehmen in Daewoo Motor Co. um. Mit der Asienkrise wurde die Sparte 2002 als eigene Firma ausgegründet, die eine Investorengruppe um General Motors übernahm. Diese erhielt den Namen GM Daewoo. Die Nutzfahrzeugsparte wurde als Daewoo Commercial Vehicle ausgegründet und später durch Tata Motors übernommen. Die Omnibussparte wurde als Zyle Daewoo Commercial Vehicle ausgegründet, seit 2003 ist diese ein Tochterunternehmen der koreanischen Young An Hat Company.
Daewoo Heavy Industries wurde im Mai 2005 von dem Unternehmen Doosan Infracore übernommen. Die Produkte, wie Bagger, werden vorläufig unter dem Namen Doosan-Daewoo von Doosan Infracore vertrieben.
Der Daewoo-Gründer Kim Woo-choong (1936–2019) wurde am 25. Mai 2006 nach sechs Jahren Flucht wegen Bilanzfälschung in erster Instanz zu zehn Jahren Haft verurteilt. Die Strafe wurde im Berufungsverfahren auf achteinhalb Jahre reduziert. Kim musste außerdem mehr als 20 Milliarden Dollar an unterschlagenem Geld zurückzahlen. Am 31. Dezember 2007 wurde er im Zuge einer Sonderamnestie zusammen mit weiteren 74 verurteilten Straftätern durch den scheidenden südkoreanischen Präsidenten Roh Moo Hyun begnadigt.
Bei Daewoo fand Mitte der 1980er Jahre der erste konzernweite Streik in der Geschichte Südkoreas statt.
Am 15. November 2007 verurteilte ein Gericht Lee Tae-yong, den ehemaligen Präsidenten und CEO von Daewoo International, in Seoul für illegalen Waffenexport nach Myanmar in den Jahren 2002 bis 2006.